# Sithean Reachea
Sithean Reachea  fut souverain de l'Empire khmer de 1346 à 1347.
Sithean Reachea ou « Sidhana Raja» (nom complet de règne : Brhat Pada Samdach Sdach Rajankariya Brhat Sidhanta Rajadhiraja Ramadipati). Né vers 1294, il était le second et plus jeune fils de Neay Trasac Paem Chay. Selon les Chroniques royales il succède à son frère Nippean Bat, règne trois ou six mois avant de se démettre en faveur de son neveu Lampong Reachea. Après son abdication il porte le titre de «Maha Upayuvaraja» (Grand roi retiré) et meurt à une date inconnue.

## Sources
- (fr) Achille Dauphin-Meunier, Histoire du Cambodge, Presses universitaires de France, coll. « Que sais-je ? / 916 », 1968, 128 p.
- (fr) Anthony Stokvis (préf. H. F. Wijnman), Manuel d'histoire, de généalogie et de chronologie de tous les états du globe, depuis les temps les plus reculés jusqu'à nos jours, t. 9, B. M. Israël, 1966, chap. XIV (« Kambodge »), p. 337 & tableau généalogique n°34  p.338
- (en) & (de) Peter Truhart, Regents of Nations: Asia : Systematic Chronology of States and Their Political Reprensatatives in Past and Present, vol. 3, Saur, décembre 1986, 4258 p. (ISBN 9783598104916), « Kampuchea », p. 1731